# سو يي هيون
سو يي هيون هي ممثلة كورية جنوبية ولدت في 28 أغسطس 1984، ظهرت في العديد من الافلام والمسلسلات، لعبت دور البطولة لأول مرة بمسلسل «جلوريا» (2011)، ومن ثما «أسرار المرأة» لعام (2016)، وأحذية حمراء (2021).

## فيلموغرافيا

### مسلسلات تلفزيونية
| عام  | عنوان                                                | الدور                            |
| ---- | ---------------------------------------------------- | -------------------------------- |
| 2003 | منديل أصفر                                           | يون نا يونج                      |
| 2003 | الجنية والمحتال                                      | جي نا                            |
| 2003 | الكمة                                                | أوه هاي مي                       |
| 2004 | قبلة أبريل                                           | جانغ جين آه                      |
| 2004 | أين السهام التي نطلقها؟                              | هي-يونغ                          |
| 2005 | القيامة                                              | لي كانغ جو                       |
| 2006 | التحقيق في الجرائم الخاصة: جريمة قتل في البيت الأزرق | بارك هي-يونغ                     |
| 2006 | ضبع                                                  | لي جونغ يون                      |
| 2008 | قبل وبعد: عيادة الجراحة التجميلية                    | هونغ كي نام                      |
| 2008 | أخت آيجا الكبرى، مينجا                               | لي تشي رين                       |
| 2009 | ابتلاع الشمس                                         | يو مي ران                        |
| 2009 | جواهر متنوعة                                         | جونج ريو بي (روبي)               |
| 2010 | غلوريا                                               | جونغ يون سيو                     |
| 2011 | اوتار قلوب                                           | جونغ يون سو                      |
| 2012 | متوهجة هي                                            | جيون جي هيون                     |
| 2012 | نهاية سعيدة                                          | بارك نا يونج                     |
| 2012 | تشيونغدام دونغ أليس                                  | سيو يون جو                       |
| 2013 | أستطيع أن أسمع صوتك                                  | محامي مين جون جوك (الحلقة 1، 12) |
| 2013 | من أنت؟                                              | يانغ شي أون                      |
| 2014 | ثلاث ايام                                            | لي تشا يونج                      |
| 2016 | أسرار المرأة                                         | كانغ جي يو                       |
| 2016 | حاشية                                                | كاميو                            |
| 2016 | صوت قلبك                                             |                                  |
| 2018 | الأقدار والغضب                                       | تشا سو هيون                      |
| 2021 | أحذية حمراء                                          | كيم جيما                         |
| 2023 | نهايتي السعيدة                                       | كوون يون جين                     |

## وصلات خارجية
- سو يي هيون على موقع IMDb (الإنجليزية)
- سو يي هيون على موقع قاعدة بيانات الفيلم (الإنجليزية)